# Jatropha hastifolia
Jatropha hastifolia är en törelväxtart som beskrevs av Francisco Javier Fernández Casas. Jatropha hastifolia ingår i släktet Jatropha och familjen törelväxter. Inga underarter finns listade i Catalogue of Life.